# François-Désiré Froment-Meurice
François-Désiré Froment-Meurice, född den 31 december 1802 i Paris, död den 17 februari 1855, var en fransk guldsmedskonstnär, bror till Paul Meurice.
Froment-Meurice frambragte i sitt yrke arbeten av en teknisk fulländning och konstnärlig rang, som ställde honom främst bland en senare tids ciselörer. Man kallade honom "den nye Benvenuto Cellini".